# Walter Wallberg
Pour les articles homonymes, voir Wallberg (homonymie).
Walter Wallberg, né le 24 mars 2000 à Bollnäs, est un skieur acrobatique suédois.
Le 5 février 2022, il a remporté la médaille d'or de l'épreuves de ski de bosses aux Jeux olympiques d'hiver de 2022.

## Palmarès

### Jeux olympiques
| Épreuve / Édition | Bosses |
| ----------------- | ------ |
| JO 2022 Pékin     | Or     |

### Championnats du monde
- Championnats du monde 2023 à Bakouriani (Géorgie) :
  -  Médaille d'argent en bosses parallèles.
  -  Médaille de bronze en bosses simples.

### Coupe du monde
- 26 podiums dont 4 victoires.

#### Détails des victoires
| Saison    | Bosses         | Bosses Parallèles | Total |
| 2022-2023 |                | Val Saint-Côme    | 1     |
| 2023-2024 | Val Saint-Côme | Alpe d'Huez       | 2     |
| 2024-2025 |                | Bakouriani        | 1     |
| Total     | 1              | 3                 | 4     |